# Sar-e-Sang
Sar-e-Sang ist ein Ort im Bezirk Kuran va Munjan der Provinz Badachschan in Afghanistan. Er befindet sich auf einer Höhe von 2560 Metern über dem Meeresspiegel und hat etwa 800 Einwohner.
Bereits in der Antike war der westliche Hindukusch und damit auch dieser Ort bekannt für sein großes Vorkommen an Lapislazuli (seit ca. 6000 Jahren), Lasurit und Sodalith von guter Schmuckstein-Qualität.
Für die Minerale Afghanit und Lasurit gilt Sar-e-Sang, genauer die nahegelegene Lapislazuli-Lagerstätte Ladjuar Medam (Lajur Madan), zudem als Typlokalität.